# Cardeñuela Riopico
Cardeñuela Riopico – gmina w Hiszpanii, w prowincji Burgos, w Kastylii i León, o powierzchni 11,3 km². W 2011 roku gmina liczyła 148 mieszkańców.